# Быстров, Николай Игнатьевич
Николай Игнатьевич Быстров (1922—1994) — подполковник Советской Армии, участник Великой Отечественной войны, Герой Советского Союза (1945).

## Биография
Николай Быстров родился 30 июля 1922 года в деревне Стунино (ныне — Бабаевский район Вологодской области) в крестьянской семье. В 1929 году переехал вместе с семьёй в деревню Кургановка Марьяновского района Омской области. Окончил семь классов сельской школы, после чего поступил на учёбу в Омский педагогический техникум и одновременно — в Омский аэроклуб. Не окончив даже первого курса техникума, Быстров перешёл полностью на учёбу в аэроклуб, с конца 1939 года работал также учеником электромонтёра на Заводе имени Коминтерна. В апреле 1940 года, окончив аэроклуб, Быстров был призван на службу в Рабоче-крестьянскую Красную Армию и направлен в Омскую военную авиационную школу лётчиков. Сдал выпускные экзамены в декабре того же года и был оставлен в школе лётчиком-инструктором. В этой должности он встретил начало Великой Отечественной войны.
С октября 1942 года — на фронтах Великой Отечественной войны. В полку прошёл переобучение на штурмовик «Ил-2». С марта 1943 года Быстров принимал участие в боевых вылетах. Участвовал в боях на Западном, 1-м и 4-м Украинском фронтах. К марту 1945 года старший лейтенант Николай Быстров был заместителем командира эскадрильи 996-го штурмового авиаполка 224-й штурмовой авиадивизии 8-го штурмового авиакорпуса 8-й воздушной армии 4-го Украинского фронта.
К марту 1945 года Быстров совершил 120 боевых вылетов, из них 97 на штурмовку оборонительных позиций, скоплений вражеской техники и живой силы, и 27 — на разведку. В результате произвёдённых Быстровым штурмовок было уничтожено около 25 танков, 75 автомашин, около 800 вражеских солдат и офицеров, подавлено 8 артиллерийских батарей.
Указом Президиума Верховного Совета СССР от 29 июня 1945 года за «образцовое выполнение боевых заданий командования на фронте борьбы с немецкими захватчиками и проявленные при этом отвагу и геройство» старший лейтенант Николай Быстров был удостоен высокого звания Героя Советского Союза с вручением ордена Ленина и медали «Золотая Звезда» за номером 7499.
После окончания войны Быстров продолжил службу в Советской Армии. В 1949 году он окончил Высшие офицерские лётно-тактические курсы. В 1956 году в звании подполковника Быстров был уволен в запас. Проживал в Москве, работал старшим инженером Долгопрудненского машиностроительного завода.
Умер 27 декабря 1994 года.
Был также награждён тремя орденами Красного Знамени, двумя орденами Отечественной войны 1-й степени, двумя орденами Красной Звезды, а также рядом медалей.